# Доњи Подградци
Доњи Подградци су насељено мјесто на подручју града Градишка, Република Српска, БиХ. Према попису становништва из 1991. у насељу је живјело 957 становника.

## Становништво
| Националност       | 1991.        | 1981.        | 1971.        |
| Срби               | 906 (94,67%) | 921 (88,72%) | 928 (99,03%) |
| Хрвати             | 6 (0,62%)    | 6 (0,57%)    | 5 (0,53%)    |
| Југословени        | 25 (2,61%)   | 87 (8,38%)   | 2 (0,21%)    |
| остали и непознато | 20 (2,08%)   | 24 (2,31%)   | 2 (0,21%)    |
| Укупно             | 957          | 1.038        | 937          |

| Демографија | Демографија | Демографија |
| Година      | Становника  | Становника  |
| ----------- | ----------- | ----------- |
| 1961.       | 928         |             |
| 1971.       | 937         |             |
| 1981.       | 1.038       |             |
| 1991.       | 952         |             |